# Stalotypa fairmairii
Stalotypa fairmairii är en insektsart som beskrevs av Guérin-Méneville 1856. Stalotypa fairmairii ingår i släktet Stalotypa och familjen hornstritar. Inga underarter finns listade i Catalogue of Life.